# Xã Ramsey, Quận McCook, Nam Dakota
Xã Ramsey (tiếng Anh: Ramsey Township) là một xã thuộc quận McCook, tiểu bang Nam Dakota, Hoa Kỳ. Năm 2010, dân số của xã này là 229 người.